# Дом ОГПУ в Милютинском переулке
Дом ОГПУ (Дом Яго́ды) — здание в центре Москвы (Милютинский пер., 9). Построено в 1923 году по проекту А. Я. Лангмана. В этом доме жил один из главных руководителей советских органов госбезопасности Г. Г. Ягода. Здание имеет статус объекта культурного наследия регионального значения.

## История
На участке, занятом домам № 9 по Милютинскому переулку, перед Первой мировой войной предполагалось построить восьмиэтажный жилой дом для французской колонии в Москве. Для этого был снесён стоявший на этом месте особняк XVIII века. Проект жилого дома разработал Р. И. Клейн, но затем проектирование было поручено А. У. Зеленко и И. И. Кондакову. Они планировали разместить в жилом комплексе также театр, библиотеку, коммерческий музей и генеральное консульство Франции. Однако планам помешала Первая мировая война, и этот дом так и не был построен.
В 1923 году (по другим данным в 1928 году) на этом месте по проекту архитектора А. Я. Лангмана был построен трёхэтажный дом. Он предназначался для Московского общества взаимного кредитования и поначалу арендовался управлением Московской телефонной сети. В 1931 году здесь размещался Московский областной союз касс взаимопомощи и взаимного страхования промкооперации (Мособлпромсоюз). С 1930-х годов — жилой дом. В этом доме жил нарком внутренних дел СССР Генрих Ягода, здесь в апреле 1937 года он был арестован. Жили в этом доме и другие высокопоставленные сотрудники ОГПУ: начальник контрразведывательного отдела А. Х. Артузов, начальник секретного отдела Т. Д. Дерибас, начальник иностранного отдела М. А. Трилиссер.
М. П. Шрейдер в своих воспоминаниях писал: «Большинству оперативных работников ОГПУ конца 20‑х так или иначе становилось известно об устраиваемых на квартире Ягоды шикарных обедах и ужинах, где он, окруженный своими любимчиками, упивался своей все возрастающей славой. Я никогда не бывал в ягодинском особняке, но еще в середине двадцатых слышал от начальника административно-организационного управления ОГПУ Островского, что начальник строительного отдела ОГПУ Лурье, бывший соседом Ягоды, несколько раз перестраивал жилище будущего шефа НКВД».
В 1950-х годах дом заняло Польское торговое представительство. Сейчас в доме размещаются различные учреждения и организации. Между домами 9 и 11 ранее существовал проходной двор на Малую Лубянку. Сейчас на этом месте построено административное здание

## Архитектура
Жилой дом по своей планировке с тремя параллельно идущими лестницами (парадной и двумя чёрными) напоминает внутреннее устройство дореволюционных доходных домов. На дореволюционные прототипы здесь походят и респектабельные квартиры. Их три на этаже и они очень хорошо изолированы, так как не примыкают друг к другу (между ними расположены лестницы). Каждая квартира — с большой гостиной и имеет закруглённый эркер. Углы дома также скруглены. Фасады отражают и архитектурную моду периода авангарда: вертикальное окно над входом, несколько круглых окон. Архитектор Лангман пошёл на компромисс, взяв лучшие черты сложившегося внутреннего устройства буржуазного городского жилища и строгие формы архитектуры авангарда. В его работе также видны элементы архитектуры модерна.